# Pseudochiridium lawrencei
Pseudochiridium lawrencei är en spindeldjursart som beskrevs av Beier 1964. Pseudochiridium lawrencei ingår i släktet Pseudochiridium och familjen Pseudochiridiidae. Inga underarter finns listade i Catalogue of Life.